# Île-d'Arz
Île d'Arz là một đảo và xã ở tỉnh Morbihan trong vùng Bretagne tây bắc Pháp. Xã này có diện tích 3,3 km², dân số năm 1999 là 231 người. Khu vực này có độ cao trung bình 25 mét trên mực nước biển.
Cư dân của Île-d'Arz danh xưng trong tiếng Pháp là Ildarais.

## Tham khảo

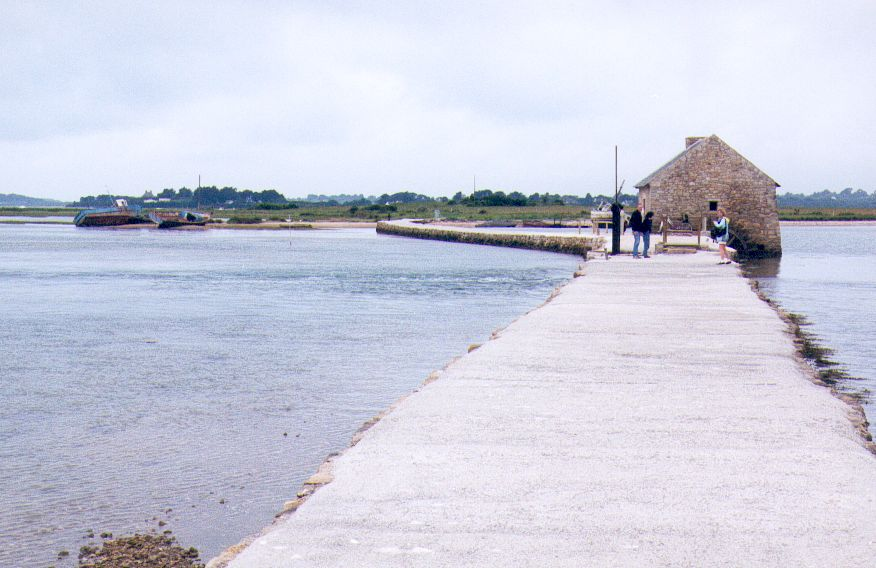
Thvà tide mill and its dike.